# Liste der Ständigen Vertreter Brasiliens bei der OECD

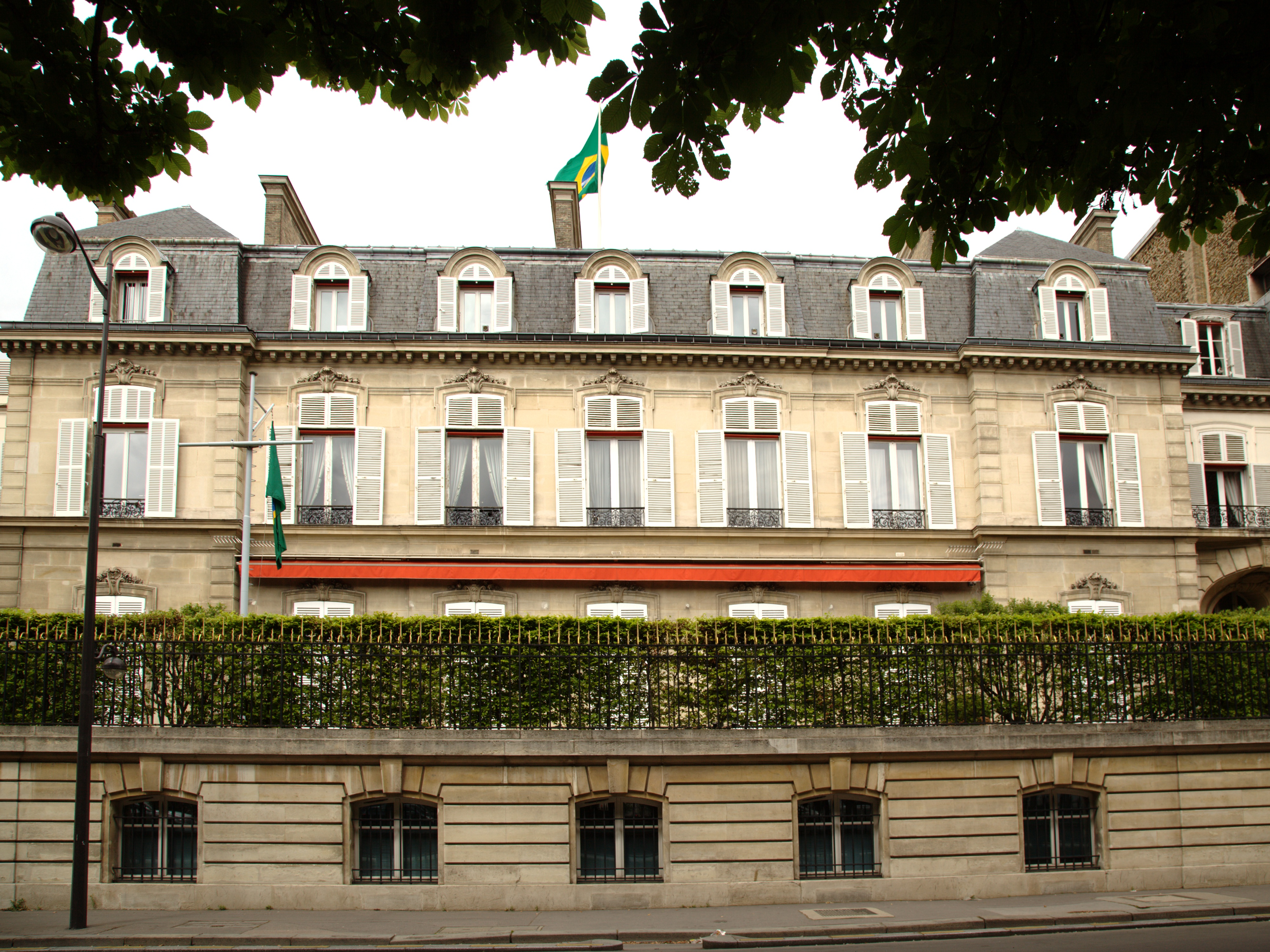
Die brasilianische Botschaft befindet sich in 34 Cours Albert 1. Arrondissement (Paris).

Bisher ist ausschließlich Chile als lateinamerikanischer Staat Mitglied der OECD.
Gleichwohl wurde die Regierung von Luiz Inácio Lula da Silva in ihrem Beobachterstatus bereits vertreten.

## Geschichte
Die Vorgängerorganisation der OECD entstand 1948 zur Durchführung des European Recovery Program. Mit Ausnahme von Niederländisch-Indien konnten nur europäische Staaten günstige Darlen aus dem Project Safehaven erhalten. Im Juni 1958 rief Juscelino Kubitschek zur „Operation Pan American“, einen Marshallplan für die, amerikanischen Nationen,
Ein Unterfangen das in Organisation Amerikanischer Staaten ihren organisatorischen Rahmen fand.
Im Rahmen des Meeting of the OECD Council at Ministerial Level vom 29. bis 30. Mai 2013 wurden
M. José Mauricio Bustani als französischer Botschafter in Frankreich und Mr. Enio Cordeiro, als G20 Sherpa, ernannter Staatssekretär im Wirtschaftsministerium vorgestellt.

## Representante do Brasil junto à OCDE
| Ernannt       | Name                | Bemerkungen | ernannt von:              | Posten verlassen |
| ------------- | ------------------- | ----------- | ------------------------- | ---------------- |
| 29. Apr. 2003 | Sérgio Silva Amaral |             | Luiz Inácio Lula da Silva |                  |